# Ivan Milas
Ivan Milas (Zmijavci, 18. listopada 1939. – Zmijavci, 29. srpnja 2011.), pravnik i hrvatski političar.

## Životopis
Diplomirao je na Pravnom fakultetu u Zagrebu. Bio je predsjednik Saveza pravnika u privredi Hrvatske 1970. i direktor kadrovskih poslova u mesnom koncernu Sljeme. Bio je blizak Marku Veselici i podržavao je hrvatski politički pokret poznat kao Hrvatsko proljeće. Godine 1972. optužen za "protudržavne djelatnosti", iste godine je uhićen i proveo šest mjeseci u istražnom zatvoru. Pušten da se brani sa slobode, prebjegao prije početka suđenja u Austriju, gdje je dobio status izbjeglice u skladu s Ženevskom konvencijom. Jugoslavenski režim tražio izručenje, koji je austrijski Sud odbio. U odsutnosti je osuđen na 2,5 godine strogog zatvora. Živio je u Beču kao politički emigrant do veljače 1990. kada ponovno dobiva putovnicu povodom održavanja Prvog općeg sabora HDZ-a. 

## Politička karijera
Godine 1988. u Beču upoznaje povjesničara i disidenta Franju Tuđmana, te u kolovozu 1989. pristupa Hrvatskoj demokratskoj zajednici. Na Prvom općem saboru HDZ-a 1990. izabran za člana Središnjeg odbora. Kao prvi politički emigrant biva izabran za zastupnika u prvom sazivu Hrvatskoga sabora 1990. Od tada je bio zastupnik HDZ-a u prva četiri saziva do 2003.
Kao jedan od najbližih suradnika predsjednika Republike Hrvatske Franje Tuđmana obnašao je nekoliko dužnosti u izvršnoj vlasti. U prvoj fazi Domovinskog rata (ljeto 1991. do proljeće 1992.) obnaša dužnost zamjenika ministra obrane, te ministra pravosuđa. Nakon parlamentarnih izbora 1992. imenovan je za potpredsjednika Vlade. Vodio pregovorio s UNPROFOR-om. Zalagao se za uvođenje reda u poreznom sustavu, tražeći uvođenje markice na duhanske proizvode i trošarine na gorivo. U tome je dobio utjecajne protivnike u duhanskom i naftnom lobiju koji su se protivili uvođenju tih posebnih poreza na promet.
Od travnja 1993. sve do 1998. obnaša dužnost predsjednika klubova zastupnika HDZ-a u oba doma Hrvatskog sabora. Predsjednik Tuđman, imenovao ga je 1995. Čuvarom državnog pečata.
Od 1996. do 2000. bio je član Savjeta Hrvatske narodne banke. Protivio se privatizaciji ključnih državnih poduzeća i banaka, a posebno prodaje Hrvatskih telekomunikacija Deutsche Telekomu i Privredne Banke Zagreb talijanskoj grupaciji Intesa Sanpaolo. U Saboru 1996. uz Antuna Vrdoljaka i Jurja Buzolića jedini glasao protiv usvajanja Ustavnog zakona o suradnji RH s Međunarodnim kaznenim sudom za područje bivše Jugoslavije.
Godine 2003. odlazi u mirovinu. Oženjen i otac troje djece. Umro je u 72. godini u Zmijavcima.

## Odlikovanja
Uoči pete godišnjice Dana državnosti odlikovan je 1995. Veleredom kralja Dmitra Zvonimira s lentom i Danicom za izniman doprinos neovisnosti i cjelovitosti Republike Hrvatske, te izgradnji i napretku hrvatske države.

## Izjave
Ivan Milas je bio posebno poznat po izjavama koje su u raznim periodima privlačile pažnju javnosti. Uvjerljivo najpoznatiju je izrekao u Saboru u studenom 1995. godine: 
Gospodo draga, ovdje su puna usta Europe, svi se u ovom domu utrkujemo kako ćemo pohvaliti Europsku zajednicu i kako čim prije moramo postati članica tog društva. Za razliku od mnogih ovdje, ja sam živio i radio u Europi. I mnogi misle kako ulazak u Europu odmah osigurava bogatstvo i bolji život. U Austriji teleći mozak košta dvije marke, a tek ćemo vidjeti koliko vrijedi naš ...

Milas je u kontekstu rasprave o ulasku Hrvatske u Europsku zajednicu saborskim zastupnicima kritično skrenuo pozornost na olako shvaćanje kako je život u Europi jednostavan. Kontekst o kojem je izgovorena misao o mozgu za dvije marke sugerira da mnogi zagovornici Europe, koji su karijeru izgradili na eurofilstvu, u toj i takvoj Europi ne bi zaradili ni za sendvič.

## Vanjske poveznice
- Hrvatski sabor - Ivan Milas  Arhivirana inačica izvorne stranice od 5. kolovoza 2010. (Wayback Machine)
- Spomen stranica Ivana Milasa  Arhivirana inačica izvorne stranice od 19. veljače 2021. (Wayback Machine)